# Mongólia nos Jogos Olímpicos de Inverno de 1968
Mongólia participou dos Jogos Olímpicos de Inverno de 1968, realizados em Grenoble, na França. 
Foi a segunda aparição do país nos Jogos Olímpicos de Inverno, onde foi representado por sete atletas, todos homens, que competiram em três esportes.

## Competidores
Esta foi a participação por modalidade nesta edição:
| Esporte                 | Masculino | Feminino | Total |
| ----------------------- | --------- | -------- | ----- |
| Biatlo                  | 2         | 0        | 2     |
| Esqui cross-country     | 2         | 0        | 2     |
| Patinação de velocidade | 3         | 0        | 3     |
| Total                   | 7         | 0        | 7     |

## Desempenho

### Biatlo
Masculino
| Atleta               | Evento           | Faltas | Tempo     | Pos. | Ref.  |
| -------------------- | ---------------- | ------ | --------- | ---- | ----- |
| Bayanjavyn Damdinjav | Individual 20 km | 6      | 1:30:30.7 | 38º  | [ 3 ] |
| Bizyaagiin Dashgai   | Individual 20 km | 8      | 1:34:55.8 | 52º  | [ 3 ] |

### Esqui cross-country
Masculino
| Atleta                        | Evento | Tempo     | Pos. | Ref.  |
| ----------------------------- | ------ | --------- | ---- | ----- |
| Luvsan-Ayuushiin Dashdemberel | 15 km  | 54:46.4   | 54º  | [ 4 ] |
| Luvsan-Ayuushiin Dashdemberel | 30 km  | 1:50:52.7 | 54º  | [ 5 ] |
| Gendgeegiin Batmönkh          | 15 km  | 54:21.3   | 52º  | [ 4 ] |
| Gendgeegiin Batmönkh          | 30 km  | 1:51:39.1 | 56º  | [ 5 ] |

### Patinação de velocidade
Masculino
| Atleta                  | Evento | Tempo  | Pos. | Ref.  |
| ----------------------- | ------ | ------ | ---- | ----- |
| Luvsanlkhagvyn Dashnyam | 500 m  | 43.0   | 38º  | [ 6 ] |
| Luvsanlkhagvyn Dashnyam | 1500 m | 2:16.7 | 49º  | [ 7 ] |
| Büjiin Jalbaa           | 1500 m | 2:18.0 | 52º  | [ 7 ] |
| Luvsansharavyn Tsend    | 5000 m | 8:15.8 | 36º  | [ 8 ] |

Legenda
| Recorde mundial      | Recorde mundial (World record)               |                       | Recorde africano                      | Recorde africano (African) |                                           | Q | Classificado por posição (Qualified) |
| Recorde olímpico     | Recorde olímpico (Olympic record)            | Recorde da América    | Recorde da América (Americas)         | q                          | Classificado por melhor tempo (Qualified) |   |                                      |
| Melhor marca do ano  | Melhor marca do ano (World leading)          | Recorde asiático      | Recorde asiático (Asian)              | DNS                        | Não largou (Did not start)                |   |                                      |
| Recorde nacional     | Recorde nacional (National record)           | Recorde europeu       | Recorde europeu (European)            | DNF                        | Não terminou (Did not finish)             |   |                                      |
| Recorde pessoal      | Recorde pessoal do atleta (Personal best)    | Recorde da Oceania    | Recorde da Oceania (Oceania)          | DSQ / DQ                   | Desclassificado (Disqualified)            |   |                                      |
| Recorde da temporada | Recorde da temporada do atleta (Season best) | Recorde sul-americano | Recorde sul-americano (South America) | NM                         | Sem marca (No mark)                       |   |                                      |